# Бијанж
Бијанж (фр. Billanges) насеље је и општина у централној Француској у региону Лимузен, у департману Горња Вијена која припада префектури Лимож.
По подацима из 2011. године у општини је живело 310 становника, а густина насељености је износила 13,71 становника/km². Општина се простире на површини од 22,61 km². Налази се на средњој надморској висини од 432 метара (максималној 451 m, а минималној 280 m).

## Демографија
| 1962. | 1968. | 1975. | 1982. | 1990. | 1999. | 2011. |
| ----- | ----- | ----- | ----- | ----- | ----- | ----- |
| 413   | 464   | 382   | 313   | 285   | 288   | 310   |

График промене броја становника у току последњих година